# Australoxenella kalpara
Australoxenella kalpara är en skalbaggsart som beskrevs av Ross Storey och Henry Fuller Howden 1996. Australoxenella kalpara ingår i släktet Australoxenella och familjen Aphodiidae. Inga underarter finns listade.